# خنيكات لمجيد (واد شبيكة لمجيد)
خنيكات لمجيد هو دُوَّار يقع بجماعة اشبيكة، إقليم طانطان، جهة كلميم واد نون في المملكة المغربية. ينتمي الدوّار لمشيخة واد شبيكة لمجيد التي تضم 10 دواوير. يقدر عدد سكانه بـ 14 نسمة حسب الإحصاء الرسمي للسكان والسكنى لسنة 2004.

## روابط خارجية
- البوابة الوطنية للجماعات الترابية نسخة محفوظة 12 مارس 2018 على موقع واي باك مشين.
- المندوبية السامية للتخطيط